# Rona De Ricci
Rona De Ricci, född Rona Freed 15 juni 1961, död 30 juni 2020, var en amerikansk skådespelare som medverkat som Celia Guerola i filmen The Penitent (1988) och Maria i The Pit And The Pendulum (1991).